# Бёрдо

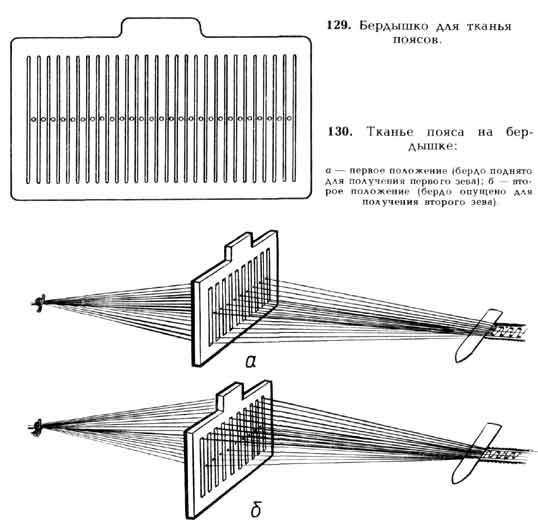
Принцип действия бёрда

Бёрдо, бёрдышко — известное с древних времён орудие труда для ручного ткачества, род гребня.

## Устройство и использование
Бёрдо представляет собой приспособление в виде частого гребня. Существует 2 типа: бёрдо как часть ткацкого станка и ручное бёрдо для ткачества поясов и тесьмы. «Зубцы» первых бёрдышек изготавливались из подобия дранки (тонких деревянных щепочек), одинаковой толщины и правильной формы, скреплённых на концах с помощью палочек, длина которых равнялась длине бёрда. «Зубцы» были расположены на одинаковом расстоянии друг от друга, равном толщине нити, которая использовалась для основы. Современное бёрдо, как правило, представляет собой дощечку, в которой проделано несколько десятков продольных щелей. Иногда «зубцы» изготавливаются из металла.
Используется бёрдо для подбивания (уплотнения) нити утка, при одновременном их подравнивании, что позволяет ткать плотное и симметричное относительно центра полотно.
В настоящее время бёрдом зачастую именуют также и дощечку, в которой сформировано множество продольных «зубцов» с имеющимися в них отверстиями для продевания нити. Тем не менее такой предмет по сути должен носить другое название, поскольку подобные дощечки совмещают в себе функции двух приспособлений: ремизки и бёрда одновременно.
Функция ремизки — создавать «зёв» — промежуток между нитями основы. В этот «зёв» продевается нитка утка — руками или с помощью челнока.
Функция бёрда — подбивание нити утка.

## Русские поговорки
- Крестьянское горло — суконное бёрдо: всё мнёт.